# Lionel Scheffer
Lionel Scheffer OMI (* 24. Februar 1903 in Sainte-Marguerite-du-Lac-Masson, Québec; † 3. Oktober 1966) war ein kanadischer Ordensgeistlicher und römisch-katholischer Apostolischer Vikar von Labrador.

## Leben
Lionel Scheffer trat der Ordensgemeinschaft der Oblaten der Unbefleckten Jungfrau Maria bei und empfing am 14. Juni 1931 das Sakrament der Priesterweihe. 
Am 14. März 1946 ernannte ihn Papst Pius XII. zum Titularbischof von Isba und zum ersten Apostolischen Vikar von Labrador. Der Erzbischof von Ottawa, Alexandre Vachon, spendete ihm am 28. April desselben Jahres die Bischofsweihe; Mitkonsekratoren waren der Apostolische Vikar von Keewatin, Martin Joseph-Honoré LaJeunesse OMI, und der Bischof vom Sankt-Lorenz-Golf, Napoléon-Alexandre Labrie CIM. Scheffer nahm an allen vier Sitzungsperioden des Zweiten Vatikanischen Konzils teil.
Nach ihm wurde die Stadt Schefferville benannt.